# Eduard Böhmer
Carl Eduard Böhmer, född 24 maj 1827 i Stettin, död 5 februari 1906 i Lichtenthal vid Baden-Baden, var en tysk filolog. 
Böhmer blev professor i romansk filologi vid universitetet i Halle 1868 och innehade 1872-79 samma lärostol i Strassburg. Han ägnade sig från yngre år åt teologin och utgav bland annat Spinozas förut otryckta "Tractatus de Deo et homine" (1852), Über die Apokalypse (1855), skrifter av Juan de Valdes med flera spanska reformationsvänner (Spanish Reformers etc., två band, 1874–83) och en utläggning av Romarbrevet (1886). 
Mera känd har dock Böhmer gjort sig som romanist. På detta område skev han Über Dantes Schrift De vulgari eloquentia (1868) och Über die provençalische Poesie der Gegenwart (1870) samt utgav Rolandssången ("Rencesval", 1872) och tidskriften "Romanische Studien" (1871–85, med värdefulla bidrag av honom själv). På ett annat filologiskt fält uppträdde Böhmer 1891 med sin edition av Pindaros sicilianska oden (jämte prosaöversättning).